# Молодые либералы
Молодые либералы (нем. Jungen Liberalen, JuLis) — молодёжная организация Свободной демократической партии Германии (СвДП). Член Международной Федерации либеральной молодёжи и «Европейской либеральной молодёжи».

## История
21 января 1979 года было основана Рабочая группа молодых либералов (Arbeitsgemeinschaft Junger Liberaler), первый съезд состоялся 1 — 2 ноября 1980 года. «Молодые либералы» явились более праволиберальным ответом на тогдашнюю молодёжку СвДП — основанную ещё в 1919 году при Немецкой демократической партии организацию «Молодые демократы» (JuDos), придерживавшуюся леволиберального курса. 
17 ноября 1989 года Либерально-демократическая партия Германии создала свою молодёжную организацию — Младолиберальное действие (Jungliberale Aktion, JuliA) в состав которой вошли следующие восточногерманские земельные организаций — Либерально-демократическая молодёжь (Liberal-Demokratische Jugend) в Саксонии, «Молодые либералы» (Jungen Liberalen) в Тюрингии, Демократическая Молодёжь (LILA — die demokratische Jugend) в Восточном Берлине и «Младолибералы» (Jungliberalen) в Бранденбурге, 7 сентября 1990 года она объединилась с JuLis.

## Организационная структура
JuLis состоит из земельных ассоциаций (landesverband), земельные ассоциации из районных ассоциаций (kreisverband), крупные районные ассоциации из местных ассоциаций (ortsverband).
Высший орган — Федеральный съезды (Bundeskonress), между федеральными съездами — Федеральное правление (Bundesvorstand), высшее должностное лицо — Федеральный председатель (Bundesvorsitzender).
Земельные ассоциации
Земельные ассоциации соответствуют землям.
Высший орган земельной ассоциации — земельный конгресс (landeskogress), между земельными конгрессами — земельное правление (landesvorstand), высшее должностное лицо земельной ассоциации — земельный председатель (landesvorsitzender).
Районные ассоциации
Районные ассоциации соответствуют районам, внерайонным городам, городским округам Берлина и Гамбурга.
Высший орган районной ассоциации — районное общее собрание (kreismitgliderversammlung) (в крупных землях — районный конгресс (kreiskongress)), между районными общими собраниями (kreisvorstand), высшее должностное лицо районной ассоциации — районный председатель (kreisvorsitzender).
Местные ассоциации
Местные ассоциации соответствуют городам, общинам, городским округам или городским кварталам Берлина и Гамбурга.
Высший орган местной ассоциации — общее собрание (mitgliederversammlung), между общими собраниями — местное правление (ortsvorstand), высшее должностное лицо — местный председатель (ortsvorsitzender).

## Федеральные председатели
- Ханс Йоахим Отто (1980—1983)
- Гидо Вестервелле (1983—1988)
- Георг Нойбауэр (1988—1989)
- Германн Брем (1989)
- Биргит Хомбургер (1990—1993)
- Ральф Ланге (1993—1995)
- Михаэль Каух (1995—1999)
- Даниэль Бар (1999—2004)
- Ян Дитрих (2004—2005)
- Йоханнес Фогель (2005—2010)
- Лаззе Беккер (2010—2013)
- Александр Хан (2013—2014)
- Константин Куле (2014—2018)
- Ря Шрёдер (2018–2020)
- Йенс Теутриэ (2020–2021)
- Франциска Брандман (c. 2021)